# Castelo de Rajadell
O Castelo de Rajadell (em castelhano: Castillo de Rajadell) é um castelo medieval em Rajadell, Espanha. Construído no século X, o castelo foi usado durante uma série de conflitos na história da Espanha. O castelo está listado como património e local cultural espanhol.

O castelo gótico foi construído no reino medieval de Aragão. O castelo é mencionado pela primeira vez em 961, embora algumas fontes o descrevam como sendo mencionado pela primeira vez em 1063. O castelo foi inicialmente construído pela família nobre Rajadell durante os primeiros séculos da Reconquista. O castelo permaneceu nas mãos dos Rajadells durante séculos e foi seriamente danificado quando a família se juntou a uma revolta malsucedida contra João II de Aragão, antes de ser vendido no século XVI.

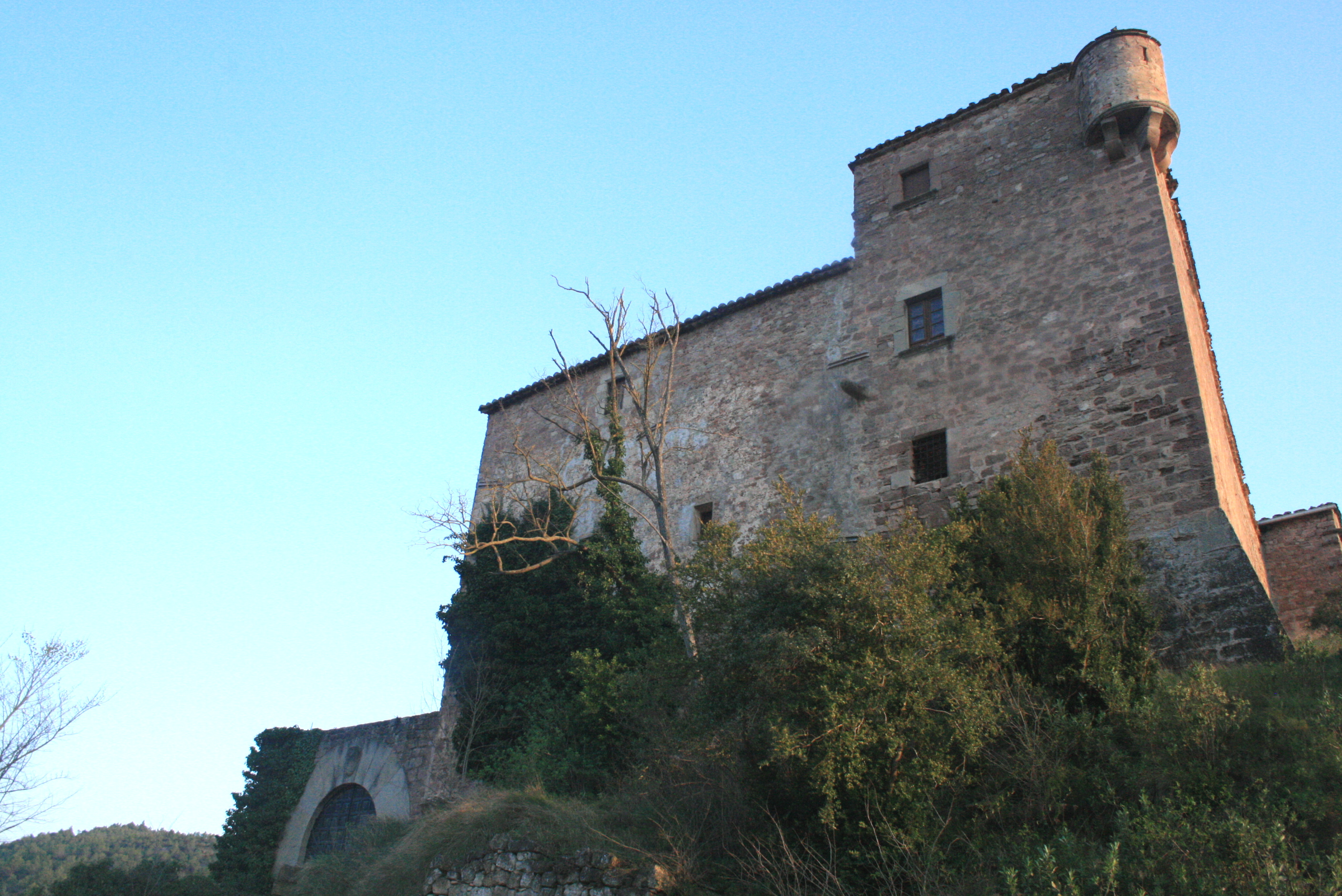
Castelo de Rajadell